# هولیس (کالیفرنیا)
هولیس (به انگلیسی: Hollis) یک منطقهٔ مسکونی در ایالات متحده آمریکا است که در شهرستان کرن، کالیفرنیا واقع شده‌است. هولیس ۱۲۸ متر بالاتر از سطح دریا واقع شده‌است.